# Combretum pyrifolium
Combretum pyrifolium là một loài thực vật có hoa trong họ Trâm bầu. Loài này được Kurz mô tả khoa học đầu tiên năm 1874.